# Gayle Rubin
Gayle S. Rubin (Carolina del Sur, 1 de enero de 1949) es una antropóloga cultural estadounidense, teórica y activista, especialmente conocida por su trabajo pionero en teoría feminista y estudios queer. 
Su ensayo "El Tráfico de Mujeres" (1975) tuvo una influencia destacada en el feminismo de segunda ola y los inicios de los estudios de género, al defender que la opresión de género no podía ser explicada exclusivamente a partir de las concepciones marxistas sobre el patriarcado. Su ensayo "Reflexionando sobre el Sexo" (1984) es ampliamente considerado un texto fundacional de los estudios sobre la sexualidad y la teoría queer. Asimismo, ha escrito sobre sadomasoquismo, pornografía y literatura lesbiana, y realizado estudios antropológicos sobre subculturas sexuales. Es profesora asociada en la Universidad de Míchigan.

## Biografía
En 1968 Rubin participó en los grupos feministas de autoconciencia feminista activos en el campus de la Universidad de Míchigan y escribió sobre temas feministas para la revista del movimiento de mujeres Ann Arbor Argus.
Se dio a conocer con su ensayo El Tráfico de Mujeres: Notas sobre la "economía política" del sexo (1975), en el que trató de descubrir los mecanismos histórico-sociales por los cuales el género y la heterosexualidad obligatoria son producidos y las mujeres son relegadas a una posición secundaria en las relaciones humanas.  
En 1978 se trasladó a San Francisco para estudiar la cultura leather entre homosexuales masculinos planteándose examinar esta práctica sexual minoritaria, no desde una perspectiva clínica ni a través de la psicología individual sino como antropóloga que estudia una comunidad contemporánea.
El 13 de junio de ese mismo año, Rubin, junto a Pat Califia y otras 16 personas, fundó el primer grupo conocido de sadomasoquismo lésbico, el Samois. El grupo se disolvió en 1983, y al año siguiente Rubin se involucró en la creación de una nueva organización, "the Outcasts". Rubin fue una destacada "activista pro-sexo" en las denominadas "guerras feministas por el sexo" a finales de los 70 y la década de los 80 presentando una conferencia en el Barnard College de Nueva York en 1982.
En el campo de la historia pública, Rubin fue miembro del Proyecto de Historia Lesbiana y Gay de San Francisco, un grupo de estudio privado fundado en 1978 del que también formaban parte Allan Berube, Estelle Freedman y Amber Hollibaugh. Rubin también fue miembro fundadora de la Sociedad Histórica GLBT (originalmente conocida como Sociedad Histórica Gay y Lésbica del Área de la Bahía de San Francisco), creada en 1985.
Formó parte de la junta directiva del Museo y archivos de la cultura leather desde 1992 hasta 2000.[cita requerida]
Argumentando la necesidad de archivos históricos bien cuidados para las minorías sexuales, Rubin ha escrito que "la vida queer está llena de ejemplos de fabulosas explosiones que dejaron poca o ninguna huella detectable ... Aquellos que no logran asegurar la transmisión de sus historias están condenados a olvidarlos ".
En 1994 finalizó su doctorado en antropología en la Universidad de Míchigan, Estados Unidos, con una disertación titulada The Valley of the Kings: Leathermen in San Francisco, 1960 - 1990.  En 2014 fue profesora visitante F. O. Matthiessen de Género y Sexualidad en la Universidad de Harvard. Actualmente, es profesora asociada de Antropología, Estudios de las Mujeres y Literatura Comparada en la Universidad de Míchigan.
Rubin es miembro del consejo editorial de la revista Feminist Encounters y del consejo asesor internacional de la revista feminista Signs.

## Pensamiento

### El Tráfico de Mujeres: Notas sobre la "economía política" del sexo
En su ensayo "El tráfico de mujeres: notas sobre la "economía política" del sexo" (1975) acuñó el concepto sistema sexo/género, que ella, de manera preliminar, define como "el conjunto de disposiciones por el que una sociedad transforma la sexualidad biológica en productos de la actividad humana, y en el cual se satisfacen esas necesidades humanas transformadas." La autora toma como punto de partida otros autores que previamente discutieron acerca del género y de las relaciones sexuales como instituciones económicas (Karl Marx and Friedrich Engels) que desempeñan una función social convencional (Claude Lévi-Strauss) y son reproducidas en el desarrollo psicológico del niño (Sigmund Freud and Jacques Lacan). Argumenta que estos autores fallaron al explicar de manera adecuada la opresión de la mujer, ofreciendo una reinterpretación de sus ideas. Rubin aborda el pensamiento marxista identificando el papel de las mujeres dentro de una sociedad capitalista. Considera que la reproducción de la fuerza de trabajo depende de las tareas domésticas de las mujeres para transformar las mercancías en sustento del trabajador. El sistema del capitalismo no puede generar excedentes sin las mujeres, sin embargo, la sociedad no les otorga acceso a las mujeres al capital resultante.
Rubin sostiene que los patrones históricos de opresión femenina han construido este rol para las mujeres en las sociedades capitalistas. Intenta analizar estos patrones históricos al considerar el sistema de sexo / género. Según Rubin, "El género es una división socialmente impuesta de los sexos". Cita el intercambio de mujeres en las sociedades patriarcales como perpetuando el patrón de opresión femenina, haciendo referencia al "Ensayo sobre el don" de Marcel Mauss y utilizando su idea del "regalo" para establecer la noción de que el género se crea en este intercambio de mujeres por hombres en un sistema de parentesco. Las mujeres nacen biológicamente como mujeres, pero solo se diferencian por género cuando se hace la distinción entre el donante masculino y el don (regalo) femenino en este intercambio. Para los hombres, dar el regalo de una hija o una hermana a otro hombre para el matrimonio permite la formación de lazos de parentesco entre dos hombres y la transferencia de "acceso sexual, estados genealógicos, nombres de linajes y antepasados, derechos y personas" para que ocurra. Al utilizar un análisis marxista del capitalismo dentro de este sistema de sexo / género, la exclusión de las mujeres del sistema de intercambio establece a los hombres como capitalistas y mujeres como sus mercancías aptas para el intercambio. Ella finalmente espera una sociedad "andrógina y sin género" en la que la diferencia sexual no tenga un significado socialmente construido y jerárquico.

### Reflexionando sobre el Sexo: Notas para una teoría radical de la sexualidad
En su ensayo de 1984 "Reflexionando sobre el sexo: notas para una teoría radical de la sexualidad" ("Thinking Sex", en su versión original), Rubin cuestionó el sistema de valores que los grupos sociales -ya sean de izquierda o de derecha, feministas o patriarcales- atribuyen a la sexualidad, que define algunos comportamientos como buenos / naturales y otros (como la homosexualidad) como malos /antinaturales. En este ensayo introdujo la idea del "círculo encantado" de la sexualidad, que la sexualidad que era privilegiada por la sociedad estaba dentro de ella, mientras que todo lo demás sexualmente estaba fuera de, y en oposición a ello. Los binarios de este "círculo encantado" incluyen pareja / solos o en grupos, monógamos / promiscuos, la misma generación / intergeneracional, y solo cuerpos / con objetos manufacturados. El "círculo encantado" se refiere a la idea de que existe una valoración jerárquica de los actos sexuales. En este ensayo, Rubin también analiza una serie de formaciones ideológicas que impregnan los puntos de vista sexuales. El más importante es la negatividad sexual, en la que las culturas occidentales consideran que el sexo es una fuerza peligrosa y destructiva. Si el matrimonio, la reproducción o el amor no están involucrados, casi todo el comportamiento sexual se considera malo. Relacionado con la negatividad sexual es la falacia de la escala fuera de lugar. Rubin explica cómo los actos sexuales se ven afectados por un exceso de importancia.
La discusión de Rubin sobre todos estos modelos asume una teoría del dominó del peligro sexual. Las personas sienten la necesidad de trazar una línea entre el sexo bueno y el malo, ya que lo sitúan entre el orden sexual y el caos. Existe el temor de que si ciertos aspectos del sexo "malo" pueden cruzar la línea, los actos indescriptibles se trasladarán también. Una de las ideas más frecuentes sobre el sexo es que hay una forma adecuada de hacerlo. La sociedad carece de un concepto de variación sexual benigna. La gente no reconoce que solo porque no les gusta hacer algo no lo hace repulsivo. Rubin señala que hemos aprendido a valorar otras culturas como únicas sin verlas como inferiores, y también debemos adoptar una comprensión similar de las diferentes culturas sexuales.[cita requerida]

## Premios
- 2017: El San Francisco South of Market Leather History Alley consta de cuatro obras de arte a lo largo de Ringold Alley en honor a la cultura leather. Una de las obras de arte es una piedra de granito negro grabada con una narración de Gayle Rubin y una reproducción del mural de Chuck Arnett en el bar The Tool Box. Rubin fue un miembro importante del grupo asesor de la comunidad que fue consultado para desarrollar los diseños de las obras de arte.[19]
- 2012: Premio Ruth Benedict Book de la Asociación para la Antropología Queer[20]
- 2000: Leather Archives and Museum "Centurion"
- 2000: National Leather Association Lifetime Achievement Award
- 1992: Pantheon of Leather Forebearer Award
- 1988: National Leather Association Leather Woman of the Year Award

## Publicaciones

### Libros
- Deviations: Essays in Sex, Gender, and Politics (2012)

### Artículos
- "Samois", in Marc Stein, ed., Encyclopedia of Lesbian, Gay, Bisexual, and Transgender History in America, (New York: Charles Scribner’s Sons, 2003). PDF download
- "Studying Sexual Subcultures: the Ethnography of Gay Communities in Urban North America", in Ellen Lewin and William Leap, eds., Out in Theory: The Emergence of Lesbian and Gay Anthropology. (Urbana: University of Illinois Press, 2002)
- "Old Guard, New Guard", in Cuir Underground, Issue 4.2 - Summer 1998. texto en línea
- "Sites, Settlements, and Urban Sex: Archaeology And The Study of Gay Leathermen in San Francisco 1955-1995", in Robert Schmidt and Barbara Voss, eds., Archaeologies of Sexuality, (London: Routledge, 2000)
- "The Miracle Mile: South of Market and Gay Male Leather in San Francisco 1962- 1996", in James Brook, Chris Carlsson, and Nancy Peters, eds., Reclaiming San Francisco: History, Politics, Culture, (San Francisco: City Lights Books, 1998)
- "From the Past: The Outcasts" from the newsletter of Leather Archives & Museum No. 4, April 1998
- "Music from a Bygone Era", in Cuir Underground, Issue 3.4 - May 1997. texto en línea
- "Elegy for the Valley of the Kings: AIDS and the Leather Community in San Francisco, 1981-1996", in Martin P. Levine, Peter M. Nardi, and John H. Gagnon, eds. In Changing Times: Gay Men and Lesbians Encounter HIV/AIDS (University of Chicago Press, 1997)
- "Of catamites and kings: Reflections on butch, gender, and boundaries", in Joan Nestle (Ed). The Persistent Desire. A Femme-Butch-Reader. Boston: Alyson. 466 (1992)
- "The Catacombs: A temple of the butthole", in Mark Thompson, ed., Leatherfolk — Radical Sex, People, Politics, and Practice, (Boston: Alyson Publications, 1991).
- "Misguided, Dangerous and Wrong: An Analysis of Anti-Pornography Politics".
- "Reflexionando sobre el sexo: notas para una teoría radical de la sexualidad", en Biblioteca Virtual de las Ciencias Sociales, texto en línea. Publicación original: "Thinking Sex: Notes for a Radical Theory of the Politics of Sexuality, in Carole Vance, ed., Pleasure and Danger, (Routledge & Kegan, Paul, 1984.)
- "The Leather Menace", Body Politic, 82(34). (1982)
- "Sexual Politics, the New Right, and the Sexual Fringe" in The Age Taboo, Alyson, 1981, pp. 108-115.
- "El tráfico de mujeres: Notas sobre la "economía política" del sexo", Nueva antropología, Vol. VIII, nº30, México 1986, entre otras colecciones. texto en línea Publicación original: "The Traffic in Women: Notes on the 'Political Economy' of Sex", in Rayna Reiter, ed., Toward an Anthropology of Women, New York, Monthly Review Press(1975); también reeditado en "Second Wave: A Feminist Reader" y en otras colecciones. texto en línea